# Vellescot
Vellescot es una comuna francesa situada en el departamento del Territorio de Belfort, de la región de Borgoña-Franco Condado.
Los habitantes se llaman Vellescotins.

## Geografía
Está ubicada a 12 km al sureste de Belfort, cerca de Alto Rin.

## Demografía
| 76 | 81 | 113 | 136 | 136 | 164 | 252 | 268 |
| Para los censos de 1962 a 1999 la población legal corresponde a la población sin duplicidades (Fuente: INSEE [Consultar]) |    |     |     |     |     |     |     |